# Ta' Qali

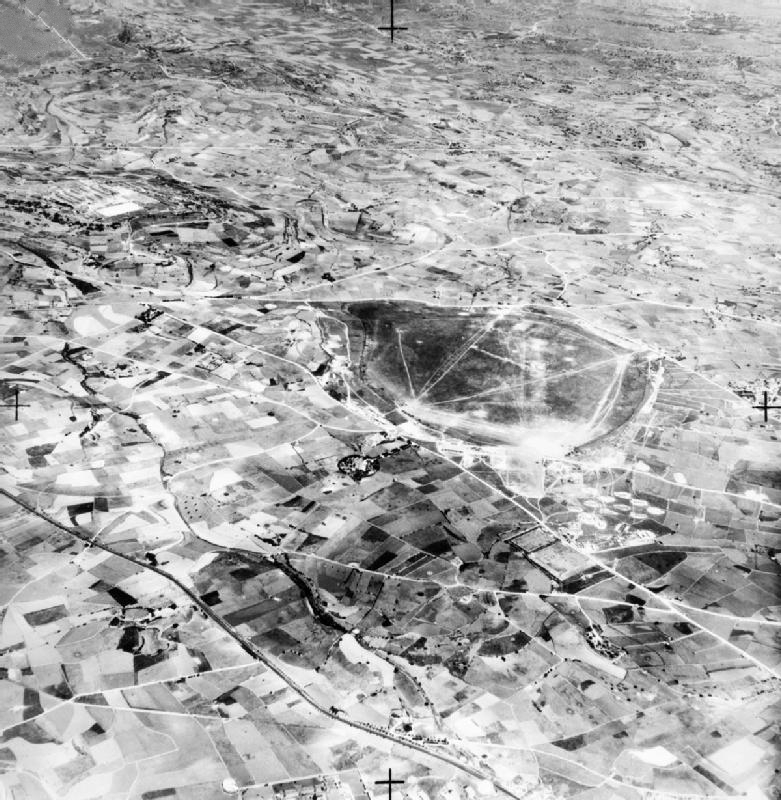
RAF Ta Kali el 1941.

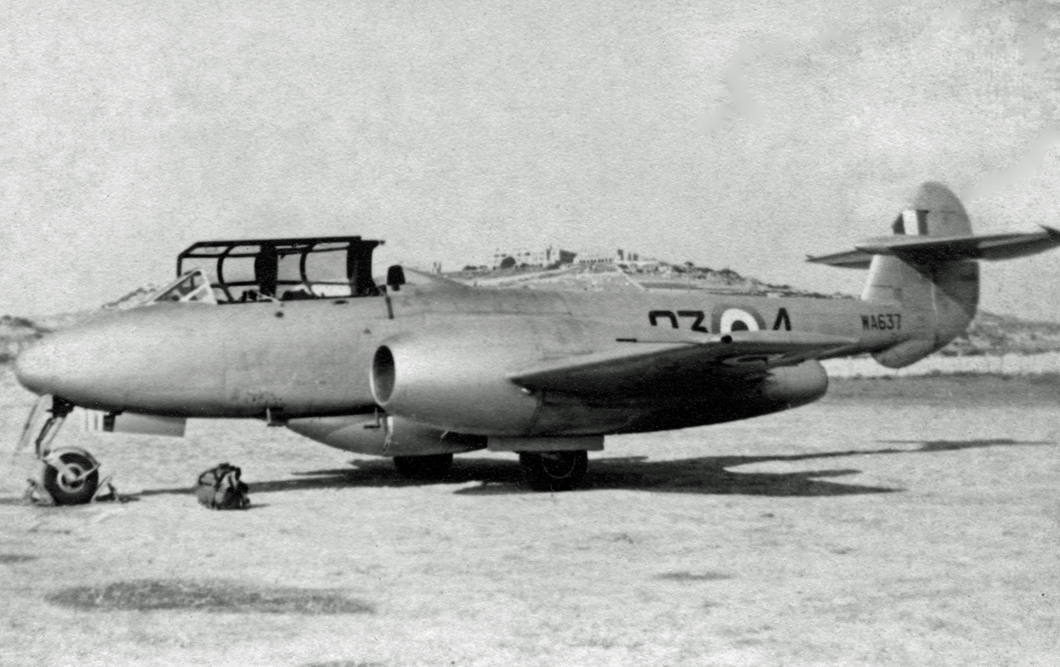
RAF Gloster Meteor T.7 jet a RAF Ta Qali el 1952.

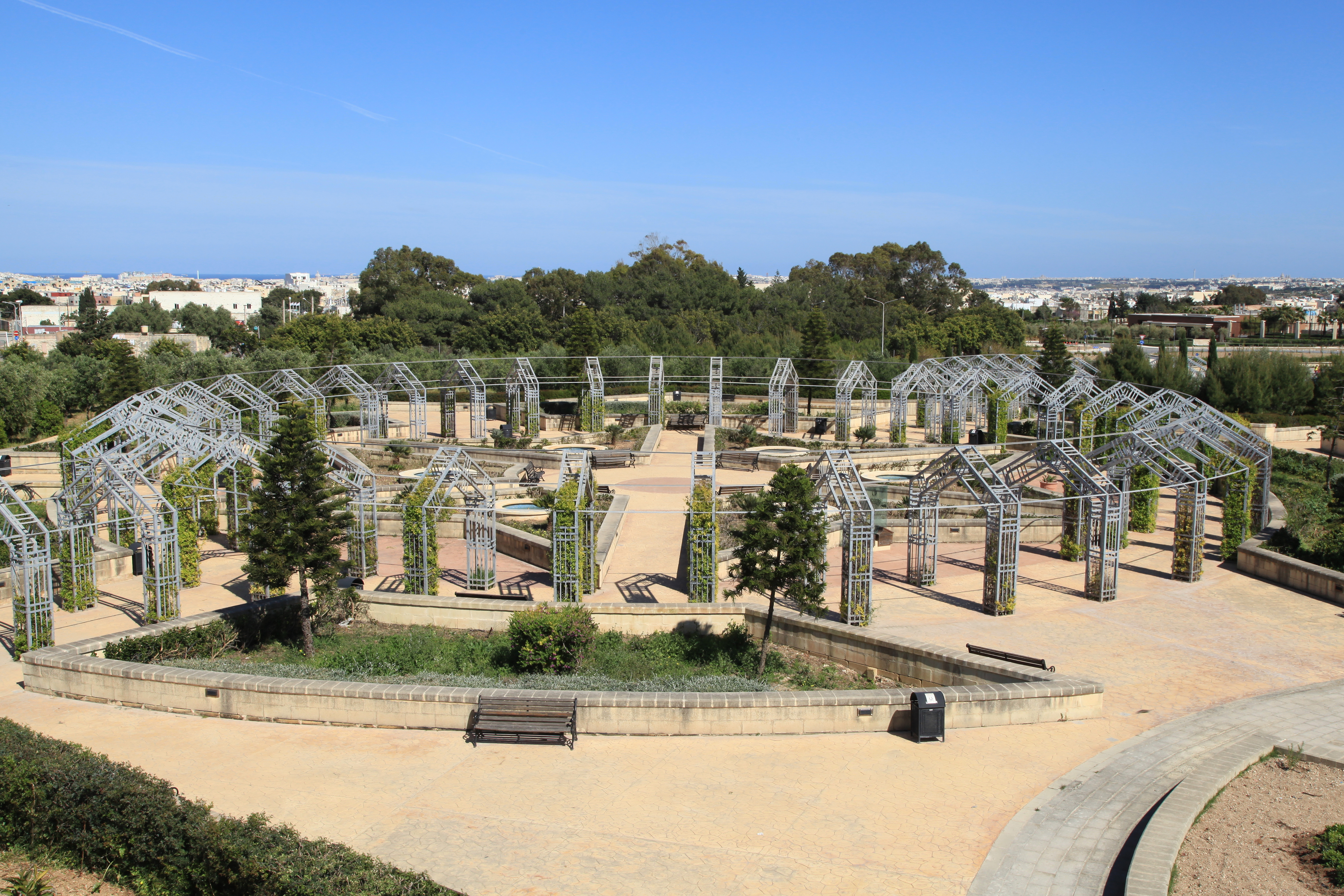
Ta' Qali National Park

Ta' Qali és una àmplia àrea oberta en els límits d'Attard al centre de Malta, que conté l'Estadi Nacional Ta' Qali, el Parc Nacional Ta' Qali, un poblat d'artesania i el mercat nacional del vegetal, conegut com a Pitkalija.
Abans de la Segona Guerra Mundial, la zona fou usada per construir un aeròdrom militar per la Royal Air Force (RAF), conegut com a RAF Ta Kali. L'actual ambaixada dels Estats Units d'Amèrica s'hi localitza en la zona.